# The Best of Dokken
The Best of Dokken es el primer álbum recopilatorio de la banda estadounidense de hard rock y heavy metal Dokken, publicado en 1994 solo en el mercado japonés por el sello Warner Bros. Incluye los mayores éxitos del grupo entre su disco debut de 1981 hasta el sencillo «Walk Away» de su primer álbum en vivo de 1988. De igual manera es la primera producción que incluía el tema «Back for the Attack», que hasta ese momento había sido lanzado como lado B del sencillo «Dream Warriors» de 1986.

## Lista de canciones
| N.º | Título                     | Duración |  |
| 1.  | «Tooth and Nail»           | 3:40     |  |
| 2.  | «In My Dreams»             | 4:18     |  |
| 3.  | «Breaking the Chains»      | 3:50     |  |
| 4.  | «Into the Fire»            | 4:30     |  |
| 5.  | «Burning Like a Flame»     | 4:44     |  |
| 6.  | «It's Not Love»            | 5:01     |  |
| 7.  | «Alone Again»              | 4:20     |  |
| 8.  | «The Hunter»               | 4:06     |  |
| 9.  | «Kiss of Death»            | 5:48     |  |
| 10. | «Just Got Lucky»           | 4:35     |  |
| 11. | «Back for the Attack»      | 3:50     |  |
| 12. | «Unchain the Night»        | 5:17     |  |
| 13. | «Dream Warriors»           | 4:46     |  |
| 14. | «Mr. Scary» (Instrumental) | 4:37     |  |
| 15. | «Walk Away»                | 4:30     |  |
| 16. | «Paris is Burning»         | 5:08     |  |